# 고생물신경학
고생물신경학(古生物神經學, Paleoneurology)은 두개골 내부의 표면을 조사함으로써 두개내의 특성 및 부피를 알아내는 엔도캐스트(Endocast) 분석법으로 뇌의 진화를 연구하는 학문이다. 신경과학의 세부 학문으로 분류되고, 고생물학과 고고학 연구기법을 결합시킨 학문이다. 이것을 연구함으로써 인류의 진화에 대해 보다 명확히 설명할 수 있다.

## 같이 보기
- 고인류학
- 고생물학